# Toxaster
Toxaster is een geslacht van uitgestorven zee-egels, en het typegeslacht van de familie Toxasteridae.

## Soorten
- Toxaster gabrieli Denizot, 1935 †
- Toxaster laffitei Devries, 1960 †
- Toxaster mattaueri Devries, 1960 †
- Toxaster maurus Lambert, 1931 †
- Toxaster millosevichi Checchia-Rispoli, 1936 †
- Toxaster sanchuensis Tanaka, 1965 †